# Massif forestier du Lokoundje – Nyong
Le massif forestier de Lokoundjé – Nyong  est une étendue boisée d'une superficie de 125 568 hectares. Il s'étend entre les latitudes 3°07’ et
3°38’ Nord et les longitudes 10°04’ et 10°33’ Est, sur trois régions (Centre, Littoral et Sud), trois départements (Nyong-et-Kéllé, Océan et Sanaga Maritime) et quatre arrondissements du Cameroun.

## Géographie et cadre légal
Le massif forestier du Lokoundjé – Nyong est localisé dans 31 villages Bassa, Bakoko, Béti et pygmée des arrondissements de Kribi et de Bipindi (département de l’Océan dans la région du Sud), d’Edéa (département de la Sanaga-maritime dans la région du Littoral), et de Messondo (département du Nyong et Kellé dans la région du Centre). Ce massif forestier d'une superficie de 125 568 hectares est classé et enregistré en tant que concession forestière no 1028. Le massif forestier du Lokoundjé – Nyong est placé sous la responsabilité du Ministère de l'Environnement et des Forêts par arrêté no 077/CAB/PM du 6 octobre 1999. Un conservateur appuyé sur le terrain par les chefs des postes forestiers intervenant dans la zone coordonne les activités de préservation et d'administration de cette aire protégée de première catégorie. Depuis 1958, l’exploitation forestière est pratiquée dans le massif forestier. La chasse y est aussi pratiquée bien que le secteur nord de la forêt ait été fermé à la chasse.

## Écologie
Le massif est sur un relief plat d'une altitude inférieure à 200 mètres avec quelques points culminants notamment au Mont Tchia et au Mont Bok, à 488 mètres et 670 mètres d’altitude respectivement. Cette forêt dense humide est une forêt typique à Césalpiniacées. On y trouve des forêts biafréennes typiques à Césalpiniacées, des forêts à Césalpiniacées abondantes, des forêts à Césalpiniacées rares et des forêts littorales typiques à Lophira alata et Sacoglottis gabonensis. Le massif forestier de Lokoundjé - Nyong regorge de plusieurs essences telles que Lophira alata (azobé), Afzelia pachyloba (doussié blanc), Diospyros crassiflora (ébène), Brachystegia cynometroides (naga), Didelotia letouzeiji (gombe), Erythropleum ivorensel (tali), Gilbertiodendron dewevrei (limbali), Pterocarpus soyauxii (padouk rouge), Staudtia kamerunensis (nivé), Pycnanthus angolensis (ilomba), Coelocaryon preussii (ékouné) et Cola argentea (ako élé).
Au niveau de la faune, on y rencontre surtout les animaux de la famille des Bovidae, des Cercopithecidae et celle des Viverridae. C'est ainsi qu'on y trouve le buffle (Syncerus caffer nanus), les céphalophes (Cephalophus dorsalis, Cephalophus monticola, Cephalophus sylvicultor), le sitatunga (Tragelaphus spekei), le cercopithèque de brazza (Cercopithecus neglectus), le mandrill (Mandrillus sphinx), le pangolin (Manis sp.), le chimpanzé (Pan troglotydes), la civette (Viverra civetta), le potamochère (Potamochoerus porcus) ou la genette (Genetta servalina).
Le plan d'aménagement du Massif forestier de Lokoundjé – Nyong a été élaboré en 1998 grâce aux normes d’inventaire biophysique d’aménagement.